# Valeres horn
Valeres horn är del 3 i Robert Jordans fantasyserie Sagan om Drakens återkomst (Wheel of Time, på engelska: The Great Hunt). Den kom ut 1994 och är översatt av Jan Risheden.

## Handling
Rand al'Thor har stannat länge i Fal Dara. Alltför länge visar det sig när de får mycket överraskande besök. Rand al'Thor får av den amyrlintronande reda på att han är draken återfödd, den man som under sagornas tidsålder varit den svartes fiende. Men både Valeres horn och Mats kniv blir stulen. Rand, Mat, Perrin och Loial följer med shienarien Ingtar och hans män för återta hornet och kniven, men en morgon vaknar Rand, Loial och Ingtars spårare Hurin upp i en möjlighet - en värld som visar vad som kunde ha hänt - och eftersom den inte var så trolig, var alla färger svaga. I denna värld hittades bara en människa, Selene, skönheten själv. Hon har liksom de hamnat i den världen utan att veta hur hon ska komma tillbaka. Hon sätter allt sitt hopp till Rand, och att han ska föra henne tillbaka till verkligheten. Samtidigt förbereder mörkvännerna för den tid då den svarte slår sig fri från sina fjättrar i Shayol Ghul.